# Angeli Custodi
Angeli Custodi (Ancili Custoddi o a Sciara in dialetto catanese) è un quartiere della zona sudorientale della città di Catania, facente parte dal 2013 della I Circoscrizione (già I Municipalità, quella del Centro Storico), comprendente anche i quartieri Antico Corso, Civita, Fortino, Giudecca, San Berillo e San Cristoforo.

## Origine del nome
Il toponimo Angeli Custodi trae origine dalla presenza nel quartiere di una chiesa intitolata al culto dei Santi Angeli Custodi, risalente al XVIII secolo.

## Geografia
Il quartiere Angeli Custodi sorge nella parte sudorientale del centro storico di Catania. Esso confina a nord-ovest con i quartieri Murorotto o Pozzo di Gammazita - Terme dell'Indirizzo e Castello Ursino, ad ovest con il quartiere Santa Maria de La Salette, a sud con il quartiere Tondicello della Plaia - Faro Biscari, ad est trova sbocco nel porto, e a nord-est il Giardino "Giovanni Pacini" e Piazza Paolo Borsellino, già Piazza Alcalà, lo separano dalla Civita.
Agli Angeli Custodi inizia il percorso della Via del Plebiscito, l'antica circonvallazione esterna che racchiudeva i rioni più antichi del centro storico catanese, anche se il quartiere è sorto fuori da tale cinta. Fra le altre strade più importanti degli Angeli Custodi vi sono: via Angelo Custode, via Cristoforo Colombo, via Domenico Tempio, via Grimaldi, via Plaia, via Stella Polare e via Zurrìa.

## Storia
Lo sviluppo del quartiere comincia con la ricostruzione della città di Catania dopo il Terremoto del Val di Noto del 1693, che la aveva quasi rasa al suolo, come parte della sua espansione verso Sud, e la sua storia coincide per buona parte con quella del vicino quartiere di San Cristoforo, con il quale viene spesso scambiato, confuso o più che altro considerato come un tutt'uno. Infatti è stata una calamità ancor precedente, la colata lavica dell'Eruzione dell'Etna del 1669, a creare una sciara che ha sguarnito i bastioni delle Mura di Carlo V nella parte meridionale della città, colmando il fossato del Castello Ursino allontanandolo dal mare per molti metri, e costituendo così il terreno per gli Angeli Custodi e per i quartieri limitrofi, più in là man mano anch'essi urbanizzati. 
Il popolamento del quartiere avvenne con l'afflusso di numerose famiglie di origine proletaria provenienti dalle aree rurali, e ciò si verificò in modo più consistente nella seconda metà del XIX secolo. Gli Angeli Custodi vennero popolati in prevalenza da manovali, barrocciai (carrettieri), muratori, capimastri, carpentieri e maestri d'ascia, attivi nell'edilizia, nonché da operai attratti dall'insediamento di attività industriali nella zona, spesso collegate al porto e alla ferrovia. Si verificò perciò un processo di urbanizzazione molto rapido, tanto che nel decennio compreso tra il 1871 e il 1881, la popolazione degli Angeli Custodi crebbe del 56%, registrando un livello di incremento più elevato rispetto alla media cittadina del 19%.
La conseguenza fu lo sviluppo di un abitato disordinato, che fu oggetto del piano di risanamento e ampliamento per la città di Catania redatto nel 1879 dall'architetto Bernardo Gentile Cusa, il quale nella sua relazione fece la seguente descrizione del quartiere:
«porzione a sud di via Plebiscito e dell'ultimo tratto di via Garibaldi, per la maggior parte di recentissima costruzione. Le sue vie in generale sono dritte e lunghe, ma non strettissime e, meno rare eccezioni, senza coperture stradali [...] più di due terzi delle case sono ad un solo piano, non si può dire che la popolazione vi stia molto ristretta. Eppure è il quartiere che ha mortalità annua quasi doppia della media [...] non esiste una sola piazza.»
La forte densità abitativa e le scarse condizioni igienico-sanitarie del quartiere, causarono le epidemie di colera scoppiate nel 1867, 1884 e 1887, che colpirono la città di Catania. L'epidemia del 1887, colpì particolarmente gli Angeli Custodi, che con una popolazione di 11.000 abitanti, registrò un tasso di mortalità del 36 per mille. Per fronteggiare la situazione e dare maggior decoro, l'amministrazione comunale provvide alla sistemazione delle strade del quartiere, come via Zurrìa.
Dopo la crisi dello zolfo del 1895, la zona risentì della significativa ripresa dell'economia di Catania; inoltre, per la sua caratteristica di quartiere industriale storico della città, cominciava ad ospitare le case dei vari lavoratori: infatti, nella prima metà del XX secolo, durante il periodo denominato Biennio Rosso, ovvero il 1919-20, si verificarono numerosi scontri tra i manifestanti - perlopiù zolfatai ed edili disoccupati dopo la prima guerra mondiale - e la polizia.
Tra le zone maggiormente colpite dai bombardamenti su Catania del 1943 operati dall'aviazione anglo-americana nella seconda guerra mondiale, nel dopoguerra venne ricostruita ma perse la sua caratteristica di quartiere industriale in favore della nascente area di Pantano d'Arci, zona a sud di Catania in precedenza paludosa e quindi sottoposta a opere di bonifica fra le due guerre mondiali, nella quale a partire dagli anni Cinquanta si è cominciata a costruire l'odierna Zona industriale di Catania; rimasero comunque nel quartiere le attività artigianali, fiorenti tuttora, non a caso questa zona non è più marginale, bensì inglobata e inclusa nel tessuto urbano della città, la cui periferia è ormai abbastanza più a sud. 
Nel corso della seconda metà del XX secolo, gli Angeli Custodi, assieme ad altri quartieri limitrofi, fu interessato dal declino socioeconomico che lo ha reso uno dei quartieri più degradati del capoluogo etneo, nonché tra quelli con i più alti tassi di criminalità, soprattutto quella organizzata e minorile.

## Monumenti e luoghi d'interesse
Il processo di urbanizzazione dell'area avvenuta dopo il XVIII secolo portò alla costruzione di edifici dalle caratteristiche architettoniche di tipo rurale, in particolare nelle vie e viuzze secondarie. Edifici in stile architettonico borghese sono perlopiù presenti in Via del Plebiscito e Via Cristoforo Colombo, e pertanto non sono presenti beni monumentali di particolare interesse.
In via Angelo Custode sorge il luogo di culto principale del quartiere, la Chiesa dei Santi Angeli Custodi, la cui costruzione risale al 1730, rendendola la chiesa più antica di tutta l'area sudorientale catanese. In via del Principe vi è un secondo luogo di culto cattolico, la Chiesa del Santissimo Salvatore, di più piccole dimensioni e con la scritta campeggiante in latino "Salvator Mundi", che risale al 1945 e probabilmente è chiuso al culto. 
Nel quartiere vi era stato costruito negli anni sessanta del XIX secolo pure il Mattatoio Comunale alla fine di via Zurrìa, che dall'inizio del XXI è stato ristrutturato e trasformato nella Piscina Comunale "Francesco Scuderi". Inoltre vi era stato edificato anche il Mulino Santa Lucia nell'omonima via, realizzato alla fine dell'Ottocento ma colpito da un incendio nel 1905, quindi abbandonato e dismesso: solo nel 1991 è stato acquistato dal Comune e nel 2009 è stato comprato dall'imprenditore romano Francesco Bellavista Caltagirone, che voleva trasformarlo in un hotel intitolato al musicista catanese Vincenzo Bellini, ma l'operazione non è arrivata a conclusione sia perché in quel luogo si concentra molto traffico, sia perché vi è stato poi anche un processo per lottizzazione abusiva, che vide comunque gli imputati assolti nel 2013. 
Agli Angeli Custodi sorsero come industrie anche: la "Centrale del Gas", fatta costruire da una società belga costituita in origine nel 1862, in seguito municipalizzata e che dal XXI secolo ha assunto il nome di "Asec", poi "ASEC TRADE", e ora "Catania Rete Gas"; e poi la "Centrale Elettrica" fatta costruire nel 1950, in un'area dove prima vi era un deposito dei tram, dalla S.G.E.S., società fondata a Roma nel 1903, che dal 1918 ha sede a Palermo e che nel 1963 è stata rilevata dall'ENEL.

## Economia
Area industriale fino alla prima metà del XX secolo, oggi vi sono concentrate perlopiù attività artigianali e commerciali.

## Istruzione
Nel quartiere è presente una scuola di istruzione primaria, ed una biblioteca comunale, quest'ultima ubicata in Via Stella Polare, sorta nel 2008 all'interno dei locali di un ex cinema.
Quello degli Angeli Custodi è uno dei quartieri catanesi con il più alto indice di dispersione scolastica.

## Infrastrutture e Trasporti
La zona è regolarmente servita dai mezzi pubblici dell'AMT, e vi transitano gli autobus delle linee D, L-EX, 431N, 431R, 503.